# Borbély László (zongoraművész)
Borbély László (Budapest, 1984–) magyar zongoraművész.

## Élete
Zenei tanulmányait 5 évesen kezdte (1989), majd 1998-ban felvételt nyert a Bartók Béla Zeneművészeti Szakközépiskolába. 2002-től 2007-ig a Liszt Ferenc Zeneművészeti Egyetemen tanult, diplomáját 2007 júniusában kapta meg. 2007 szeptembere óta a Liszt Ferenc Zeneművészeti Egyetem doktorandusz-hallgatója. Több mesterkurzus hallgatója volt, 2004-ben Az „International Holland Music Sessions”, 2005-ben a TCU/Cliburn Piano Institute (Fort Worth, Texas), 2006-ban és 2008-ban pedig az „Encuentro de Música y Academia de Santander” kurzusain képezte magát tovább. 2007-ben szerepelt Pommersfeldenben a Collegium Musicum fesztiválon. Játszott Európa több országában és az Amerikai Egyesült Államokban is, szólistaként és kamarazenészként egyaránt. Együtt dolgozott Alessandro Carbonareval, Csaba Péterrel és, Tsuyoshi Tsutsumival. A Szombathelyi Bartók Szemináriumon több ízben is részt vett (1999, 2000 és 2001) valamint a hegymagasi Rondino Fesztiválon (2008) is fellépett.

## Díjak
- Az EPTA nemzetközi zongoraversenyén II. díj (2001)
- Tarhosi Nagydíj
- Yamaha Scholarship Award 2002 (2002)
- 2002-es Los Angelesi nemzetközi zongoraverseny: két II., egy III. díj, valamint a Legművészibb előadás különdíja
- American Liszt Society különdíja (2002)
- 2003: különdíj (NKÖM) a Magyar Rádió országos versenyén
- 2004: Földes Andor Emlékverseny I. díj
- 2005: a Londoni Nemzetközi verseny különdíja (Educational Award)
- 2006 szeptember: Nemzetközi Liszt-Bartók Zongoraverseny II. helyezettje, Budapest Főváros különdíja
- Fischer Annie Előadóművészeti Ösztöndíj (2008)
- Junior Prima díj (2009)
- 2019: Artisjus előadóművészeti díj[1]

## Külső hivatkozások
- Borbély László honlapja